# Ophidiotrichus oglasae
Ophidiotrichus oglasae är en kvalsterart som beskrevs av Bernini 1975. Ophidiotrichus oglasae ingår i släktet Ophidiotrichus och familjen Oribatellidae. Inga underarter finns listade i Catalogue of Life.